# Litovel
Litovel (Duits: Littau) is een Tsjechische stad in de regio Olomouc, en maakt deel uit van het district Olomouc. Litovel telt 10.094 inwoners. Op het grondgebied van de gemeente liggen vier stations. Alle vier, station Litovel, spoorweghalte Litovel město, station Litovel předměstí en spoorweghalte Myslechovice liggen aan de spoorlijn van Červenka naar Prostějov. Litovel předměstí ligt tevens aan de lijn van Litovel naar Mladeč. In Litovel bevinden zich twee musea Muzeum Litovel en Muzeum harmonik Litovel. Gedeeltelijk op het grondgebied van de gemeente bevindt zich ook het Chráněná krajinná oblast Litovelské Pomoraví, een beschermd natuurgebied gelegen langs de rivier Morava.
Litovel is mede bekend vanwege de bierbrouwerij die ook de naam Litovel draagt.

## Naam
Litovel heeft als bijnaam hanácké Benátky (Venetië van Haná).

## Geschiedenis
- 1270-1272 – De eerste schriftelijke vermelding van Litovel als Luthowl.
- 1291 – Litovel verkrijgt van Wenceslaus II van Bohemen het recht om bier te brouwen.
- 1327 – Litovel verkrijgt van Jan de Blinde het recht om een stadsmuur te bouwen.
- 1592 – De bouw van de stenen brug Svatojánský most wordt voltooid.
- 1975 – De toenmalige gemeente Chořelice wordt geannexeerd door Litovel.
- 1976 – De gemeente Červenka, inclusief Tří Dvory, wordt door Litovel geannexeerd.
- 1980 – De gemeenten Březové, Chudobín, Haňovice, Myslechovice, Nasobůrky, Nová Ves, Pňovice, Rozvadovice, Unčovice en Víska worden door Litovel geannexeerd.
- 1990 – De gemeenten Červenka, exclusief Tří Dvory, Haňovice en Pňovice scheiden zich af van Litovel en worden opnieuw zelfstandig.
- 2001 – De gemeente Savín wordt door Litovel geannexeerd.[1]

## Aanliggende gemeenten
| Aangrenzende gemeenten | Aangrenzende gemeenten | Aangrenzende gemeenten     | Aangrenzende gemeenten | Aangrenzende gemeenten |
| ---------------------- | ---------------------- | -------------------------- | ---------------------- | ---------------------- |
| Bílá Lhota, Měrotín    |                        | Mladeč, Červenka           |                        | Uničov, Pňovice        |
|                        |                        |                            |                        |                        |
| Slavětín               | Střeň                  |                            |                        |                        |
|                        |                        |                            |                        |                        |
| Luká, Loučka           |                        | Cholina, Haňovice, Dubčany |                        | Náklo                  |

Babice · Bělkovice-Lašťany · Bílá Lhota · Bílsko · Blatec · Bohuňovice · Bouzov · Bukovany · Bystročice · Bystrovany · Červenka · Charváty · Cholina · Daskabát · Dlouhá Loučka · Dolany · Doloplazy · Domašov nad Bystřicí · Domašov u Šternberka · Drahanovice · Dub nad Moravou · Dubčany · Grygov · Haňovice · Hlásnice · Hlubočky · Hlušovice · Hněvotín · Hnojice · Horka nad Moravou · Horní Loděnice · Hraničné Petrovice · Huzová · Jívová · Komárov · Kozlov · Kožušany-Tážaly · Krčmaň · Křelov-Břuchotín · Liboš · Lipina · Lipinka · Litovel · Loučany · Loučka · Luběnice · Luká · Lutín · Lužice · Majetín · Medlov ·
Měrotín · Město Libavá · Mladeč · Mladějovice · Moravský Beroun · Mrsklesy · Mutkov · Náklo · Náměšť na Hané · Norberčany · Nová Hradečná · Olbramice · Olomouc · Paseka · Pňovice · Přáslavice · Příkazy · Řídeč · Samotišky · Senice na Hané · Senička · Skrbeň · Slatinice · Slavětín · Štarnov · Štěpánov · Šternberk · Strukov · Střeň · Suchonice · Šumvald · Svésedlice · Těšetice · Tovéř · Troubelice · Tršice · Újezd · Uničov · Ústín · Velká Bystřice · Velký Týnec · Velký Újezd · Věrovany · Vilémov · Vojenský újezd Libavá · Želechovice · Žerotín